# Takīs Oikonomopoulos
Panagiōtīs Oikonomopoulos, detto Takīs (in greco: Παναγιώτης "Τάκης" Οικονομόπουλος; Kallithea, 19 ottobre 1943 – Atene, 10 febbraio 2025) è stato un calciatore greco, di ruolo portiere.

## Palmarès

### Giocatore

#### Competizioni nazionali
- Campionato greco: 3

Panathinaikos: 1968-1969, 1969-1970, 1971-1972
- Coppa di Grecia: 2

Panathinaikos: 1966-1967, 1968-1969
- Supercoppa di Grecia: 1

Panathinaikos: 1970